# Elecciones generales de Italia de 1890
Las elecciones generales se celebraron en Italia el 23 de noviembre de 1890, con una segunda vuelta celebrada el 30 de noviembre. El bloque de izquierda "ministerial" emergió como el más grande en el Parlamento, ganando 401 de los 508 escaños. Como en 1886, la elección se llevó a cabo utilizando pequeños distritos electorales plurinominales de entre dos y cinco escaños.

## Contexto histórico
Francesco Crispi fue nombrado Primer Ministro el 29 de julio de 1887. Fiel a sus inclinaciones progresistas iniciales, siguió adelante con reformas estancadas, aboliendo la pena de muerte, revocando las leyes antihuelgas, limitando los poderes policiales, reformando el código penal y la administración de justicia con el con la ayuda de su Ministro de Justicia Giuseppe Zanardelli, reorganizando organizaciones benéficas y aprobando leyes de salud pública y legislaciones para proteger a los emigrantes que trabajaban en el extranjero. Buscó apoyo popular para el estado con un programa de desarrollo ordenado en el país y expansión en el extranjero.
Su deseo de hacer de Italia una potencia colonial provocó conflictos con Francia, que rechazó los reclamos italianos sobre Túnez y se opuso a la expansión italiana en otras partes de África. Uno de sus primeros actos como primer ministro fue una visita al canciller alemán Otto von Bismarck, a quien deseaba consultar sobre el funcionamiento de la Triple Alianza. Basando su política exterior en la alianza, complementada por la entente naval con Gran Bretaña negociada por su antecesor, Robilant, Crispi asumió una actitud resuelta hacia Francia, rompiendo las prolongadas e infructuosas negociaciones para un nuevo tratado comercial franco-italiano, y negándose la invitación francesa para organizar una sección italiana en la Exposición de París de 1889.
Crispi y su ministro del Tesoro, Giovanni Giolitti, conocían un informe de inspección del gobierno de 1889 sobre la Banca Romana, que había prestado grandes sumas de dinero a promotores inmobiliarios, pero se quedó con enormes pasivos cuando la burbuja inmobiliaria colapsó en 1887, pero temían que la publicidad pudiera socavar la confianza del público y suprimió el informe. Abandonado por sus amigos radicales, Crispi gobernó con la ayuda de la derecha hasta que fue derrocado por Antonio Starabba en febrero de 1891, quien fue sucedido por Giovanni Giolitti en mayo de 1892.

## Partidos y líderes
| Partido | Partido                     | Ideología                    | Líder             |
| ------- | --------------------------- | ---------------------------- | ----------------- |
|         | Izquierda histórica         | Liberalismo, Centrismo       | Francesco Crispi  |
|         | Derecha histórica           | Conservadurismo, Monarquismo | Antonio Starabba  |
|         | Extrema izquierda histórica | Republicanismo, Radicalismo  | Felice Cavallotti |

## Resultados
|  | 78,94 % |

|  | 9,45 % |

|  | 8,27 % |

|  | 3,35 % |

|  | 98,38 % |

|  | 1,62 % |

|  | 100 % |

|  | 54,55 % |

1. 1 2 3 4  Estimado